# سورگو-یارگو
سورگو-یارگو شهری در شهرستان کونگوسی در استان بام در بورکینافاسوی شمالی است و جمعیت آن ۹۰۰ نفر است.